# 富克斯塔尔
富克斯塔尔是德国巴伐利亚州的一个市镇。总面积39.75平方公里，总人口3502人，其中男性1754人，女性1748人（2011年12月31日），人口密度88人/平方公里。